# Естел Тејлор
Естел Тејлор (енгл. Estelle Taylor) је била америчка глумица, рођена 20. маја 1894. године у Вилмингтону, а преминула 15. априла 1958. године у Лос Анђелесу.

## Филмографија
| Улоге Естел Тејлор |                 |               |                               |          |
| Година             | Српски назив    | Изворни назив | Улога                         | Напомена |
| 1922.              | Монте Кристо    |               | Мерседес, грофица од Морсерфа |          |
| 1923.              | Десет заповести |               | Мирјам                        |          |
| 1931.              | Симарон         |               | Дикси Ли                      |          |
| 1945.              | Јужњак          |               | Лизи                          |          |